# يان إسلون
يان إسلون (بالسويدية: Jaan Eslon)‏ من مواليد 4 مارس 1952 فالكوبينغ - وفيات 24 سبتمبر 2000 إسبانيا ، لاعب شطرنج سويدي وأستاذ دولي .ولد في السويد لعائلة ذات أصول إستونية ، قضى جزءا من حياته ممارساً لعبة الشطرنج في إسبانيا (عاش هناك من 1982 حتى وفاته)، كان الفائز الأول من دورة ليناريس الدولية للشطرنج في عام 1978.

## روابط خارجية
- يان إسلون على موقع مباريات الشطرنج (الإنجليزية)
- يان إسلون على موقع 365Chess.com (الإنجليزية)
- يان إسلون على موقع Chesstempo.com (الإنجليزية)